# Zehala
Zehala là một chi bướm ngày thuộc họ Bướm nâu.